# 財富情報及調查科
財富情報及調查科（英語：Financial Intelligence and Investigation Bureau，縮寫：FIIB）於2021年6月成立，隸屬於香港警務處刑事及保安處刑事部，負責打擊洗黑錢及恐怖分子資金籌集活動，特別是涉及跨境犯罪集團的嚴重罪案。

## 組織
- 財富情報及調查科：由一名總警司出任主管，由一名高級警司出任副主管，三名警司分別領導財富總部、財富調查組及聯合財富情報組。
  - 財富總部：負責相關政策和立法事宜、策略分析、持續進行全港性風險評估、培訓及外展工作
  - 財富調查組：調查洗黑錢及恐怖分子資金籌集的案件
  - 聯合財富情報組：處理及分析可疑交易報告、與本地及海外執法部門交換情報，並與銀行等持份者保持緊密聯繫

### 歷任主管
- 林敏嫻總警司(2021年6月至2024年1月)
- 鄭麗琪總警司(2024年1月至今)

## 相關參見
- 財富調查組
- 聯合財富情報組
- 毒品調查科
- 有組織罪案及三合會調查科
- 商業罪案調查科
- 財經事務及庫務局
- 香港海關
- 公司註冊處